# Kópé (film)
A Kópé (eredeti cím: Trouble) 2019-ben bemutatott amerikai 3D-s számítógépes animációs fantasy kalandfilm, amelyet Kevin Johnson rendezett. A főszereplők hangját Big Sean, Pamela Adlon és Lucy Hale kölcsönzi.

## Cselekmény
Kópé egy meglehetősen elkényeztetett kiskutya, aki gazdag gazdasszonyának köszönhetően mindenféle luxushoz hozzászokott. Amikor a nő meghal, a kiskutya hirtelen hajléktalanná válik. A hölgy örökösei kirúgják a házból, és Kópé így kénytelen megtanulni, hogyan kell a való világban élni. A nagyvárosban egyedül maradva Kópé találkozik más kutyákkal, akik a barátai lesznek, mint Rousey, Gizmo, Norm, Bella és Tippy. Emellett találkozik Zoéval, egy fiatal, feltörekvő énekesnővel, aki gondoskodik a kiskutyáról, és ad neki egy helyet, ahol aludhat – a pincéjét, ami nagyon különbözik attól a háztól, ahol korábban élt.
Kópé nyomában azonban ott van Charles és Victoria, az elhunyt hölgy gonosz gyermekei, akik megtudták, hogy anyjuk teljes öröksége a kiskutyára szállt. Zoe segít Kópénak megszökni a két kapzsi örökös elől.

## Szereplők
| Szereplő            | Eredeti hang             | Magyar hang      |
| ------------------- | ------------------------ | ---------------- |
| Kópé                | Sean "Big Sean" Andersen | Varga Gábor      |
| Morci               | Pamela Adlon             | Bognár Gyöngyvér |
| Zoe Bell            | Lucy Hale                | Andrádi Zsanett  |
| Claire              | Marissa Jaret Winokur    | F. Nagy Erika    |
| Thurman Sanchez     | Wilmer Valderrama        | Előd Álmos       |
| Norbert             | Joel McHale              | Dányi Krisztián  |
| Norm                | Seth Rollins             | Varga Rókus      |
| Gizmo               | Damon Wayans Jr.         | Takátsy Péter    |
| Bella               | Olivia Holt              | N/A              |
| Tippy               | Carlos PenaVega          | N/A              |
| Otis                | Conrad Vernon            | N/A              |
| Karamell            | Harland Williams         | Vida Péter       |
| Mókus vezér         | Dee Bradley Baker        | Murányi Tünde    |
| James               | Kevin Chamberlin         | Áron László      |
| Mr. MacBain         | Jim Cummings             | Turi Bálint      |
| Zoe főnöke          | Jim Cummings             | Albert Péter     |
| Háziúr              | Manny Streetz            | Maday Gábor      |
| Sarah Vanderwhoozie | Betty White              | Bessenyei Emma   |
| Ludo séf            | Ludo Lefebvre            | N/A              |
| Jason Mraz          |                          | N/A              |
| Cesar Millan        | Cesar Millan             | Kapácsy Miklós   |
| Snoop Dogg          | Snoop Dogg               | Kálid Artúr      |

## Fordítás
Ez a szócikk részben vagy egészben  a   Tappo - Cucciolo in un mare di guai című olasz Wikipédia-szócikk fordításán alapul.  Az eredeti cikk szerkesztőit annak laptörténete sorolja fel. Ez a jelzés csupán a megfogalmazás eredetét és a szerzői jogokat jelzi, nem szolgál a cikkben szereplő információk forrásmegjelöléseként.